# Să improvizăm!
Să improvizăm! (engleză Just Roll with It) este un serial de televiziune american de comedie creat de Adam Small și Trevor Moore, care a avut premiera originală pe Disney Channel pe 14 iunie 2019.
Nou formata familie Bennett-Blatt, din care fac parte frații vitregi pre-adolescenți Blair si Owen si părintii lor Rachel si Byron, se lasă purtați în viața de familie de zi cu zi incercând să facă față provocărilor acesteia și celor ale publicului.

## Intrigă
Filmat in studio, cu public, "Să improvizăm" imbina improvizatia cu un sitcom de familie in care audienta live are puterea de a decide urmarea. Nou formata familie Bennett-Blatt, din care fac parte fratii vitregi pre-adolescenti Blair si Owen si parintii lor Rachel si Byron, se lasa purtati in viata de familie de zi cu zi incercand sa faca fata provocarilor acesteia si celor ale publicului.

## Personaje

### Principale
- Ramon Reed ca Owen Blatt, un student model; respecta regulile și durata; fiul lui Byron, fiul vitreg al lui Rachael, și fratele vitreg a lui Blaire.
- Kaylin Hayman ca Blair Bennett, o fată rebelă; copilul lui Rachael, fiica vitregă a lui Byron, și sora vitregă a lui Owen.
- Suzi Barrett ca Rachel Bennett-Blatt, veteran militar și manager general la BEATZ 101; mama lui Blair, mama vitregă a lui Owen, soția lui Byron.
- Tobie Windham ca Byron Blatt, prezentator de radio la BEATZ 101; tatăl lui Owen, tatăl vitreg al lui Blair, soțul lui Rachel.

## Difuzare
| Sezon | Sezon | Episoade | SUA            | SUA           | România         | România       |
| Sezon | Sezon | Episoade | Început        | Sfârșit       | Început         | Sfârșit       |
| ----- | ----- | -------- | -------------- | ------------- | --------------- | ------------- |
|       | 1     | 22       | 14 iunie 2019  | 8 martie 2020 | 25 mai 2020     | 25 iunie 2020 |
|       | 2     | 21       | 15 martie 2020 | 14 mai 2021   | 4 ianuarie 2021 |               |

## Premiera internațională
| Țară           | Canal                        | Sezon 1           | Sezon 2         | Titlu                    |
| -------------- | ---------------------------- | ----------------- | --------------- | ------------------------ |
| SUA            | Disney Channel               | 14 iunie 2019     | 15 martie 2020  | Just Roll with It        |
| Franța         | Disney Channel Franța        | 20 octombrie 2019 |                 | Une famille imprévisible |
| America Latină | Disney Channel Latinoamerica | 16 noiembrie 2019 |                 | Just Roll with It        |
| Cehia          | Disney Channel Cehia         | 16 martie 2020    |                 | Poper se s tím!          |
| Ungaria        | Disney Channel Ungaria       | 16 martie 2020    |                 | Dobd be magad!           |
| România        | Disney Channel România       | 25 mai 2020       | 4 ianuarie 2021 | Să improvizăm!           |
| Polonia        | Disney Channel Polska        | 8 iunie 2020      | 4 ianuarie 2021 | Ogarnij to!              |